# Salomons Kapel

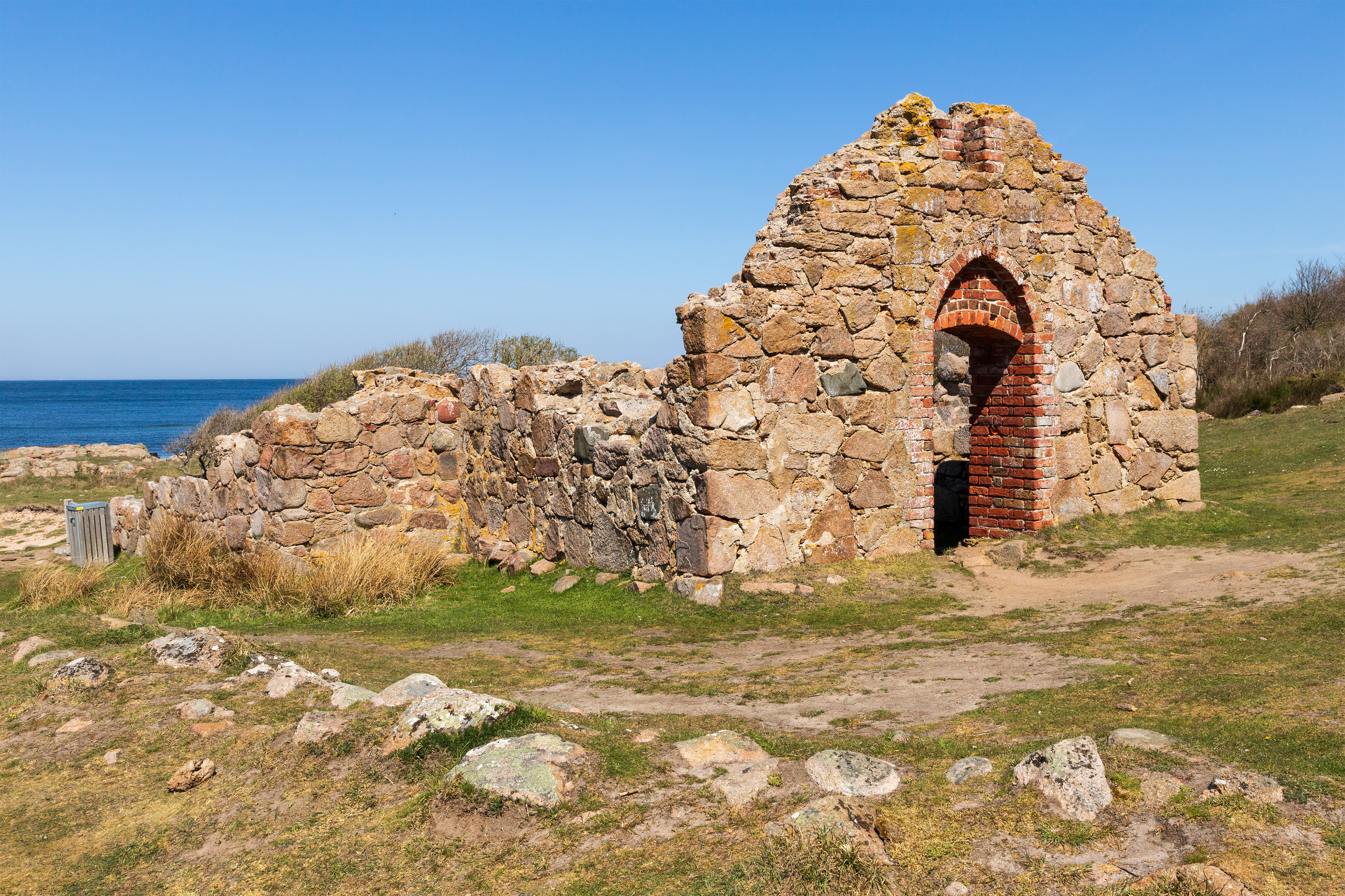
Salomons Kapel

Salomons Kapel ist eine mittelalterliche Kirchenruine auf der Hammeren (auch Hammerknuden) genannten Nordspitze der dänischen Insel Bornholm. Die Ruine liegt am Fuße des etwa 50 Meter hohen Granitplateaus Hammeren, an der nordwestlichen Seeseite zur Ostsee hin.

## Geschichte
Die Kapelle entstand Anfang des 14. Jahrhunderts, vermutlich auf Anregung des Erzbischofs von Lund. Nachdem der dänische König Svend Grathe 1149 große Teile der Insel Bornholm an den Erzbischof von Lund vermacht hatte, befand sich auch der Nordbereich der Insel im Besitz der Kirche. Vor 1325 wurde ein kleiner rechteckiger Kirchenraum aus gehauenem Feldstein erbaut. Später wurde der an der Südseite gelegene Kirchenvorraum errichtet.
Die Namensgebung erfolgte vermutlich nach dem Dominikaner Salomon, der 1221 vom Generalkapitel der Dominikaner in Bologna zusammen mit anderen nach Köln geschickt wurde, um dort einen Konvent zu gründen. Salomon von Köln galt später als einer der heiligen Männer der Dominikaner, und da der Dominikanerorden Anfang des 14. Jahrhunderts viel Einfluss auf den päpstlichen Hof in Rom hatte, war es wohl vorteilhaft, sich durch die Namensgebung mit dieser Kirchenmacht verbunden zu zeigen.
Der Bau der Kapelle stand im Zusammenhang mit einem der Heringsmärkte, die im 13.–15. Jahrhundert an der Ost- und Nordküste Bornholms entstanden. Der kleine Kirchenbau diente als Gotteshaus für die Händler sowie insbesondere für die Fischer, die in dieser Ostseegegend in großen Mengen Hering fingen und die in der Nähe der Kapelle eine kleine Siedlung angelegt hatten. Dicht bei der Kapelle in nordwestlicher Richtung befand sich eine Quelle, die als heilig galt und von der noch die Steinfassung erhalten ist. Nachdem die Fischerei nachgelassen hatte, wurde die Siedlung aufgegeben und die Kapelle verfiel. Zudem verloren die Kapelle und die heilige Quelle nach der Reformation ab 1536 schnell ihre Bedeutung. Insgesamt wurde die Kapelle etwa dreihundert Jahre lang genutzt.
Vom früheren Inventar der Kapelle ist nichts erhalten. Es wird vermutet, dass die kleinere Glocke der Kirche in Allinge aus Salomons Kapel stammt.
Die Kirchenruine liegt an einem Wanderweg rund um Hammeren und wird heute gerne von Touristen besucht. Die Reste der Kirche stehen unter Denkmalschutz.